# Bourseul
Bourseul (bret. Boursaout) – miejscowość i gmina we Francji, w regionie Bretania, w departamencie Côtes-d’Armor.
Według danych na rok 1990 gminę zamieszkiwało 947 osób, a gęstość zaludnienia wynosiła 43 osoby/km² (wśród 1269 gmin Bretanii Bourseul plasuje się na 592. miejscu pod względem liczby ludności, natomiast pod względem powierzchni na miejscu 450.).